# Mémoire d'Azov (Fabergé)
Cet article concerne l'œuf de Fabergé. Pour le navire, voir Mémoire d'Azov.
Mémoire d'Azov (également nommé l'Œuf au Pamyat Azova) est l'une des pièces d'orfèvrerie fabriquées sous la direction du joaillier russe Pierre-Karl Fabergé pour la famille impériale de Russie. Elle fait partie des œufs de Fabergé.
Créé en 1891 pour le tsar Alexandre III, il s'agit d'un cadeau de Pâques pour son épouse, la tsarine Marie Fedorovna.
Sculpté dans un solide morceau de jaspe héliotrope, l'œuf est décoré dans le style Louis XV avec un motif en or superposé de motifs rococo avec des diamants brillants et des fleurs en or ciselées. L'intérieur de l'œuf est doublé de velours vert. Un rubis est également présent dans la pièce. La « surprise » contenue à l'intérieur est une réplique miniature du croiseur cuirassé Mémoire d'Azov (Pamiat Azova) de la marine impériale russe, posée sur un morceau d'aigue-marine représentant l'eau.
L'œuf commémore ainsi le voyage du tsarevitch Nicolas II et du grand-duc Georges Aleksandrovitch à bord du Mémoire d'Azov en Extrême-Orient en 1890.
Il est conservé au Palais des Armures à Moscou.